# Comunione dei beni
La comunione dei beni è il risultato di un accordo tra due o più individui che mettono a disposizione i propri beni costituendo un patrimonio comune, godendone equamente dei frutti e partecipando solidarmente alle spese.
Nel diritto privato italiano con l'espressione comunione dei beni si intende il regime patrimoniale legale della famiglia, vale a dire il regime patrimoniale che si applica automaticamente in mancanza di diverse pattuizioni da parte dei coniugi.

## Riforma del diritto di famiglia
La scelta per la comunione dei beni è stata operata dal legislatore con la riforma del diritto di famiglia del 1975, che per tutti i matrimoni contratti dopo il 20 settembre 1975 ha mantenuto l'applicabilità, in mancanza di contraria pattuizione, del regime della comunione dei beni.
Precedentemente al 1975 ai matrimoni si applicava esclusivamente la separazione dei beni. Per tali matrimoni la legge di riforma del diritto di famiglia ha disposto un periodo di tempo transitorio (fino al 15 gennaio 1978) entro il quale ciascuno dei coniugi, anche con atto reso unilateralmente dinanzi al notaio del luogo del contratto matrimonio, avrebbe potuto dichiarare di non voler aderire al nuovo regime, rimanendo pertanto in regime di separazione dei beni. Entro lo stesso termine (15 gennaio 1978) i coniugi possono convenire che i beni acquistati anteriormente alla data del 20 settembre 1975 siano assoggettati al regime della comunione, salvi i diritti dei terzi.

## Beni della comunione
La comunione dei beni non è, a dispetto del nome, una comunione di tutti i beni. Occorre quindi distinguere ciò che rientra nella comunione (beni comuni) e ciò che invece non vi rientra e appartiene dunque esclusivamente a un coniuge o all'altro (beni propri o personali dei coniugi).
Sono beni comuni:
- gli acquisti compiuti dai coniugi insieme o separatamente in costanza di matrimonio, eccezione fatta per i beni propri.
- le aziende gestite da entrambi i coniugi e costituite dopo il matrimonio, gli utili e gli incrementi di quelle appartenenti a uno dei coniugi prima del matrimonio ma gestite da entrambi.
- i frutti dei beni propri di ciascuno dei coniugi, percepiti e non consumati al momento dello scioglimento della comunione.
- i proventi dell'attività separata di ciascuno dei coniugi se non siano stati consumati al momento dello scioglimento della comunione.
- i beni destinati dall'esercizio dell'impresa di uno dei coniugi dopo il matrimonio se sussistono al momento dello scioglimento della comunione.

Sono invece beni propri e non rientrano in comunione:
- i beni di cui ciascuno dei coniugi era titolare (proprietà o altro diritto reale parziario) prima del matrimonio
- i beni acquisiti durante il matrimonio per donazione o successione, a meno che nella donazione o successione non sia specificato che essi sono attribuiti alla comunione.
- i beni di uso strettamente personale di ciascuno dei coniugi e i loro accessori.
- i beni strumentali all'esercizio della professione.
- i beni ottenuti a titolo di risarcimento per danni.
- i beni acquistati con il prezzo di alienazione dei beni propri, purché ciò sia dichiarato espressamente nell'atto di disposizione.

Occorre precisare che in materia di assegni di mantenimento e diritti economici del coniuge separato o divorziato, qualsiasi proprietà rileva ai fini del reddito, compresi i beni propri che non rientrano in comunione dei beni, e può essere oggetto di azione giudiziale volta al recupero del credito: se il coniuge non paga l'assegno alimentare all'altro coniuge per sé e per i figli di cui è affidatario, il credito alimentare che viene così a crearsi può essere soddisfatto con il pignoramento di qualsiasi proprietà del coniuge debitore, quale è la casa parentale ereditata dai genitori anche dopo vari anni di matrimonio (e sicuramente fuori dal regime di comunione), e a tal fine non ha alcuna importanza se nell'immobile stesso sia avvenuta una qualche forma di convivenza o coabitazione fra i due coniugi. 

Stessa considerazione a favore del coniuge affidatario dei figli (anche in caso di affido condiviso): se i coniugi vivevano in una casa presa in affitto prima della separazione senza un immobile di proprietà, e il reddito dell'uno non è più sufficiente a pagare a quello affidatario alimenti e il canone di affitto, il giudice può disporre che il coniuge affidatario dei minori abbia l'usufrutto (non la nuda proprietà) dell'unico immobile disponibile, sebbene si tratti della casa parentale che l'altro ha ereditato dai propri genitori - e che è del tutto sua, fuori dalla comunione patrimoniale- perché questi possa andarvi a vivere coi figli, in base agli stessi criteri e poteri con cui decide che uno dei due genitori deve abbandonare la casa coniugale familiare per assegnarla all'altro affidatario, sia che questa era cointestata (in comunione dei beni) che di proprietà esclusiva di uno dei due, e con un eventuale nuovo convivenza more-uxorio di cui l'altro coniuge ha l'onere della prova per chiedere la revoca dell'assegnazione art. 155-quater c.c. e riottenere il diritto al pieno godimento dell'immobile, revoca che non è automatica e invece dipende da uno specifico giudizio di conformità rispetto all'interesse del minore (Corte Costituzionale 30 luglio 2008 n.308).

## Regole di amministrazione
Il codice civile italiano distingue gli atti di ordinaria amministrazione dagli atti di straordinaria amministrazione. I primi possono essere compiuti disgiuntamente da ciascuno dei coniugi. I secondi devono essere compiuti congiuntamente dai due coniugi.

## Scioglimento della comunione
L'art. 191 del codice civile stabilisce lo scioglimento della comunione dei beni nei casi in cui:
- sia stata dichiarata l'assenza o la morte presunta di uno dei coniugi.
- sia stato annullato il matrimonio o eccepita la sua nullità
- vi sia stato lo scioglimento del matrimonio per morte di uno dei coniugi o per divorzio, ovvero in caso di separazione personale, giudiziale o consensuale. Nel caso di separazione personale, una eventuale successiva riconciliazione dei coniugi non ripristina la comunione dei beni.
- in caso di separazione giudiziale dei beni pronunciata in caso di interdizione o inabilitazione o di cattiva amministrazione della comunione.
- nel caso in cui i coniugi abbiano scelto un regime diverso.
- nel caso di fallimento di uno dei coniugi.